# Claverack (Nueva York)
Claverack es un pueblo ubicado en el condado de Columbia en el estado estadounidense de Nueva York. En el año 2000 tenía una población de 6.401 habitantes y una densidad poblacional de 51.9 personas por km².

## Geografía
Claverack se encuentra ubicado en las coordenadas 42°13′54″N 73°41′42″O / 42.23167, -73.69500.

## Demografía
Según la Oficina del Censo en 2000 los ingresos medios por hogar en la localidad eran de $41,647, y los ingresos medios por familia eran $50,175. Los hombres tenían unos ingresos medios de $32,896 frente a los $23,925 para las mujeres. La renta per cápita para la localidad era de $19,848. Alrededor del 6.7% de la población estaban por debajo del umbral de pobreza.